# Unitron (Germany) 2200
Unitron (Germany) 2200 (2200) је кућни рачунар, производ фирме Unitron (Germany) који је почео да се израђује у Немачкој током 1984?. године.
Користио је 6502 + Z80 као централни микропроцесор а RAM меморија рачунара 2200 је имала капацитет од 64 KB. 

## Детаљни подаци
Детаљнији подаци о рачунару 2200 су дати у табели испод.
|                       |                                                                      |
| [ 1 ]                 |                                                                      |
| Произвођач            |                                                                      |
| Тип                   | кућни рачунар                                                        |
| Меморија              | 64 KB                                                                |
| Поријекло             | Њемачка                                                              |
| Година                | 1984?                                                                |
| Тастатура             | одвојива тастатура са пуним помаком тастера са нумеричком тастатуром |
| Процесор              |                                                                      |
| Фреквенција процесора | 1,02 (6502)                                                          |
| RAM                   | 64 KB                                                                |
| ROM                   | 24 KB                                                                |
| Текст                 | 40 x 24 / 80 x 24                                                    |
| Графика               | 40 x 40-48 (16 col), 280 x 160-192 (6 col), 560 x 160-192 (2 col)    |
| Боја                  | 16 највише                                                           |
| Звук                  | 1 глас                                                               |
| Димензије             | 25,4 x 12,7 x 3,2 cm. Тежина 737g.                                     |
| Портови               |                                                                      |
| Оперативни систем     |                                                                      |